# East Kilbride
East Kilbride (em gaélico escocês:  Cille Bhrìghde an Ear ) é a maior cidade de South Lanarkshire, na Escócia, e o 6.º maior assentamento deste país. Foi designada para ser a primeira cidade nova, em 6 de Maio de 1947. A cidade encontra-se situada num planalto a sul de Cathkin Braes, a cerca de 8 milhas (13 km) a sudeste de Glasgow e perto da fronteira com a East Renfrewshire.
East Kilbride encontra-se entre White Cart Water, a oeste, e Rotten Calder Water a leste. Esta área foi anteriormente o local da pequena aldeia de East Kilbride, antes da sua passagem, a seguir à Segunda Guerra Mundial a Nova Cidade. A antiga vila velha ainda existe e está integrada na cidade, perto do seu centro.